# John Victor Bergquist
John Victor Bergquist (* 18. Mai 1877 in St. Peter/Minnesota; † 26. Februar 1935) war ein US-amerikanischer Komponist und Organist.
Der Sohn schwedischer Einwanderer besuchte das Gustavus Adolphus College seiner Heimatstadt, wo er 1895 den Grad eines Bachelor in Musik mit Auszeichnung erhielt und eine Goldmedaille im Fach Orgel gewann. Er wurde dann Organist an der Augustana Lutheran Church in Minneapolis und setzte dort seine Ausbildung bei Gustavus Johnson fort. 1889 wurde er Lehrer an dessen Musikschule.
Auf einer Europareise ab 1900 studierte er am Klindworth-Scharwenka-Konservatorium in Berlin Orgel bei Friedrich Grunicke, Klavier bei Philipp Scharwenka und Komposition bei Wilhelm Berger. Ab 1902 war er in Paris Schüler von Alexandre Guilmant.
Nach seiner Rückkehr 1903 wurde Bergquist Klavierlehrer am Gustavus Adolphus College, Organist an der Augustana Lutheran Church und Leiter das Männerchores des United Church Seminary. 1906 führte das Minneapolis Symphony Orchestra und ein Chor mit 200 Sängern sein Oratorium Golgatha auf.
1912 wurde Berquist Leiter des Konservatoriums und der von Olof Olsson gegründeten Handel Oratorio Society am Augustana College in Rock Island, Illinois. Bei den jährlichen Konzerten mit der Handel Society führte er Werke auf wie Joseph Haydns Die Schöpfung, Willard Pattons Isaiah und Georg Friedrich Händels Der Messias. Zum 400. Jahrestag der Reformation komponierte er eine Reformation Cantata, die von einem Chor mit 400 Sängern und einen Drei-Städte-Sinfonieorchester aufgeführt wurde.
1918 wurde Bergquist Lehrer für Ortgel, Klavier und Komposition an der MacPhail School in Minneapolis. Zugleich übernahm den Kompositionsunterricht für die Hochschulstudenten der Stadt und wurde Dekan der American Guild of Organists für Minnesota. Zu seinen Schülern zählten die Musikpädagogin Winnifred Reichmuth, der Pianist und Komponist Celius Dougherty und die Komponistin Margaret Wigham.
Daneben war er von 1922 bis 1929 Organist an der Central Lutheran Church und leitete deren Odin Male Chorus. Von 1927 bis 1929 war er Präsident der Minnesota Music Teachers Association. 1932 zeichnete ihn das Gustavus Adolphus College mit einem Ehrendoktortitel aus.
Neben den genannten Werken komponierte Bergquist eine Weihnachtskantate und weitere Chorwerke, Kirchenlieder und Hymnen, Klavier- und Orgelwerke. Sein Buch Theory of Self Expression in Music erschien 1925.